# كمال تشودهاري
كمال تشودهاري (بالإنجليزية: Kamal Chowdhury)‏ هو شاعر باكستاني وبنغلاديشي، ولد في 31 ديسمبر 1957 في Chauddagram Upazila ‏ في بنغلاديش.